# Rampa
Rampa is een bestuurslaag in het regentschap Tapanuli Tengah van de provincie Noord-Sumatra, Indonesië. Rampa telt 657 inwoners (volkstelling 2010).